# Réka Krempf
Réka Krempf (* 4. September 1976 in Esztergom) ist eine ungarische Boxerin.
Réka Krempf, die in ihrer Heimat als Box-Queen apostrophiert wird, begann ihre Boxkarriere im Jahr 2002. Sie ist die aktuelle WIBF-Weltmeisterin im Superfliegengewicht. Diesen WM-Gürtel holte sie sich im Februar 2006 gegen die Russin Galina Kolewa Iwanowa.
Sie hat auch internationale Erfolge im Kickboxen aufzuweisen. So gewann sie unter anderem 2004 im slowenischen Maribor den Kickbox-Weltcup in der Klasse Vollkontakt-Frauen bis 56 kg.
Ihr bisheriger Karrierehöhepunkt war der Kampf gegen die deutsche Weltmeisterin im Fliegengewicht Regina Halmich am 13. Januar 2007 in Halle. Sie trat als Ersatz für die ursprünglich vorgesehene Mary Ortega (USA), die vom Weltverband WIBF wegen Dopings gesperrt worden war, in dieser Pflichtverteidigung Regina Halmichs an. Sie verlor diesen Kampf über zehn Runden klar nach Punkten.
Sie wird trainiert von Ferenc Csillag und Miklós Zrínyi.